# Symplocos herzogii
Symplocos herzogii är en tvåhjärtbladig växtart som beskrevs av Herman Otto Sleumer. Symplocos herzogii ingår i släktet Symplocos och familjen Symplocaceae. Inga underarter finns listade i Catalogue of Life.